# Dekanat raszyński
Dekanat raszyński – jeden z 25 dekanatów rzymskokatolickich archidiecezji warszawskiej wchodzącej w skład metropolii warszawskiej. W skład dekanatu wchodzi 10 parafii:
- św. Mateusza Ewangelisty w Dawidach Bankowych
- Najświętszej Maryi Panny Wspomożenia Wiernych w Kostowcu
- św. Marii Magdaleny w Magdalence
- Wniebowzięcia Najświętszej Maryi Panny w Michałowicach-Opaczy
- św. Ojca Szarbela w Lesznowoli
- św. Michała Archanioła w Młochowie
- św. Klemensa PM w Nadarzynie
- św. Szczepana w Raszynie
- św. Jana Pawła II w Ruścu
- św. Bartłomieja Apostoła w Rybiu
- św. Faustyny Kowalskiej w Sękocinie